# 유제프 마리아 호에네브론스키

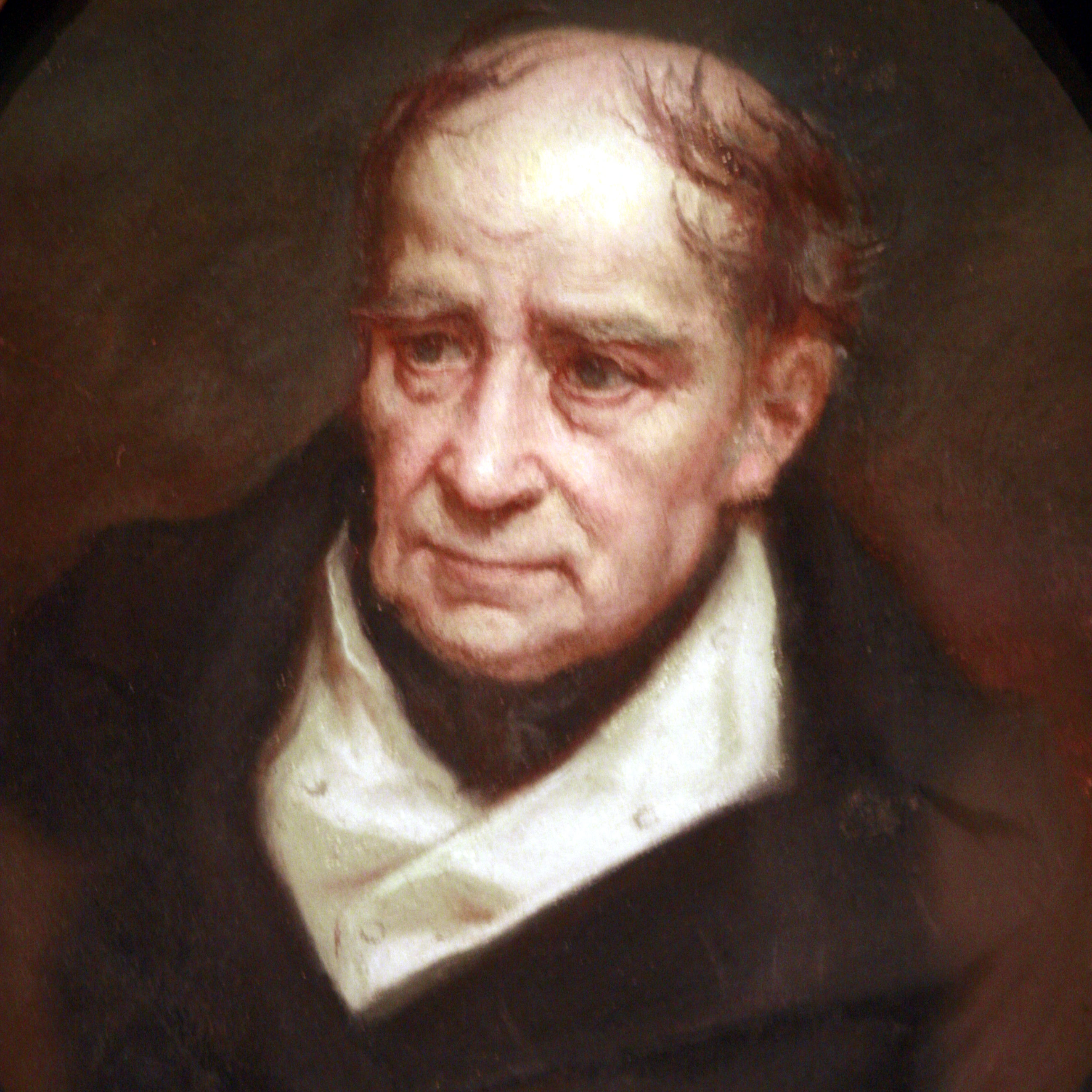

유제프 마리아 호에네-브론스키(폴란드어: Józef Maria Hoene-Wroński, 프랑스어: Josef Hoëné-Wronski, 1776년 8월 23일 - 1853년 8월 9일)는 폴란드 출신의 철학자, 수학자이자 박식가였다.
1776년 폴란드 포즈난 근교의 볼스틴(Wolsztyn)에서 지방 건축가의 아들로 태어났다. 어머니가 세상을 떠난 후 가출하여 16세의 나이에 군에 입대하였고, 아버지가 찾지 못하도록 성도 호에네(Hoene)에서 브론스키(Wroński)로 개명하였다. 1794년 코시치우슈코 봉기가 일어나자 포병 장교로 참전하였다가 전쟁포로가 된 후 러시아군으로 전향하여 1797년까지 복무, 명예 속에 전역하였다. 이후 프랑스 마르세유에서 10년 간 살다가 파리로 이주하였고, 이곳에서 남은 인생 내내 궁핍한 생활 속에서도 수많은 저작들을 만들었다. 그는 최대한 많은 사람들이 자신의 글을 읽기를 바라며 거의 프랑스어로만 저술했다.
본인이 묘사한 바에 따르면 1803년 무도회에 참석하고 있던 브론스키는 갑자기 우주의 시작과 근본 원칙의 수수께끼가 이해되는 것 같다는 신비로운 통찰과 환상을 느끼게 되었고, 이때 모든 학문의 기본 원칙을 다시 세우겠다는 원대한 꿈을 품게 되었다고 한다. 곧 마르세유 천문대에 들어간 그는 1810년 엄청난 양의 연구 결과를 출판해 냈는데, 수학과 철학의 기초를 다시 세우고자 하는 생각이 내용의 바탕에 있었다.
수학 분야에서 그는 조제프 루이 라그랑주와 파올로 루피니의 새 이론들을 공격하기도 했다. 이러한 주장의 대부분은 틀린 것으로 판명되었으나, 브론스키가 라그랑주의 무한급수론을 비판하며 만들어낸 새로운 급수의 계수는 수학적으로 의미있다는 사실이 그의 사후에 증명되었고, 오늘날 그의 이름을 따서 론스키안으로 불리고 있다.
그는 초기에는 일부 저명 학자들의 주목을 받기도 했으나 곧 대부분의 학자들에게 장광설을 설파하는 괴짜로 여겨졌고, 논란이 커지자 학계에서 사실상 쫓겨나다시피 되어 경제적 궁핍에 시달리게 되었다. 그러한 와중에도 그는 수학과 다른 주제들을 결합한 글들을 열정적으로 써냈는데, 영구기관이나 원적 문제의 해법과 같은 공상적이고 장황한 내용이 다수 포함되었다.
이외에도 여러 창의적인 발명품들을 만들며 무한궤도와 유사한 것을 고안해내기도 했으나 당시 주목받지 못했다. 생애 후반에는 오컬트 분야의 권위자인 엘리파스 레비와 교류하기도 하였다. 1853년 파리 교외의 뇌이쉬르센에서 사망했으며, 죽기 전 "전능한 신이시여, 아직 말하고 싶은 것이 너무도 많습니다!" 하는 말을 남겼다고 한다.